# 四国医療専門学校
四国医療専門学校（しこくいりょうせんもんがっこう、英語: Shikoku Medical College）は、学校法人大麻学園（おおあさがくえん）が設置する香川県知事認可の専修学校。所在地は、香川県綾歌郡宇多津町浜五番丁62-1。

## 沿革
- 1956年（昭和31年）：高松市今新町に香川県指圧学校として創立
- 1960年（昭和35年）：校名を香川県指圧鍼灸専門学校に改称
- 1971年（昭和46年）：高松市藤塚町に校舎移転
- 1979年（昭和54年）：四国鍼灸専門学校と改称
- 1992年（平成  4年）：現在地に移転
- 1997年（平成  9年）：四国リハビリテーション学院開校
- 2000年（平成12年）：四国鍼灸専門学校に「鍼灸科」と「柔道整復科」を併設し、四国医療専門学校と改称
- 2006年（平成18年）：四国リハビリテーション学院を統合、創立50周年
- 2007年（平成19年）：看護学科新設
- 2009年（平成21年）：スポーツ医療学科新設

## 基礎データ

### アクセス
- JR四国予讃線/本四備讃線宇多津駅より徒歩5分

## 教育

### 組織

#### 学科
鍼灸マッサージ学科、鍼灸学科、柔道整復学科、理学療法学科、作業療法学科、看護学科及びスポーツ医療学科の7学科あり、総定員は1,090名である。
また、あん摩マッサージ指圧師、はり師及びきゅう師養成施設として厚生労働大臣より認定を、柔道整復師、理学療法士及び作業療法士養成施設として、同時に看護師養成所として同大臣より指定を受けている。特に、あん摩マッサージ指圧師を養成する施設としては中四国唯一である（晴眼者対象）
このほか、平成21年度に開設されたスポーツ医療学科は、（公財）日本スポーツ協会公認スポーツ指導者（アスレティックトレーナー）養成講習会の講習・試験免除適用コースとして、同協会より承認されている。

#### 附属機関
キャンパスの本館内に附属鍼灸治療院、附属接骨院が設置されている。

## 施設

### 学生寮
学生寮は3棟、合計153室を用意しており、全ての寮に防犯カメラが設置されている。
- 二番館：学校より徒歩約10分
- 土器：学校より徒歩約2分
- 三番館：学校より自転車で約10分